# North Bend (Washington)
Pour les articles homonymes, voir North Bend.
North Bend est une ville américaine située dans le Comté de King dans l’État de Washington. En 2010, sa population était de 5 731 habitants.

## Source de la traduction
- (en) Cet article est partiellement ou en totalité issu de l’article de Wikipédia en anglais intitulé « North Bend, Washington » (voir la liste des auteurs).